# Об'єкт підвищеної небезпеки
Об'єкт підви́щеної небезпéки — об'єкт, на якому використовуються, виготовляються, переробляються, зберігаються або транспортуються одна або кілька небезпечних речовин чи категорій речовин у кількості, що дорівнює або перевищує нормативно встановлені порогові маси, а також інші об'єкти як такі, що відповідно до закону є реальною загрозою виникнення надзвичайної ситуації техногенного та природного характеру.